# Pouani lelet

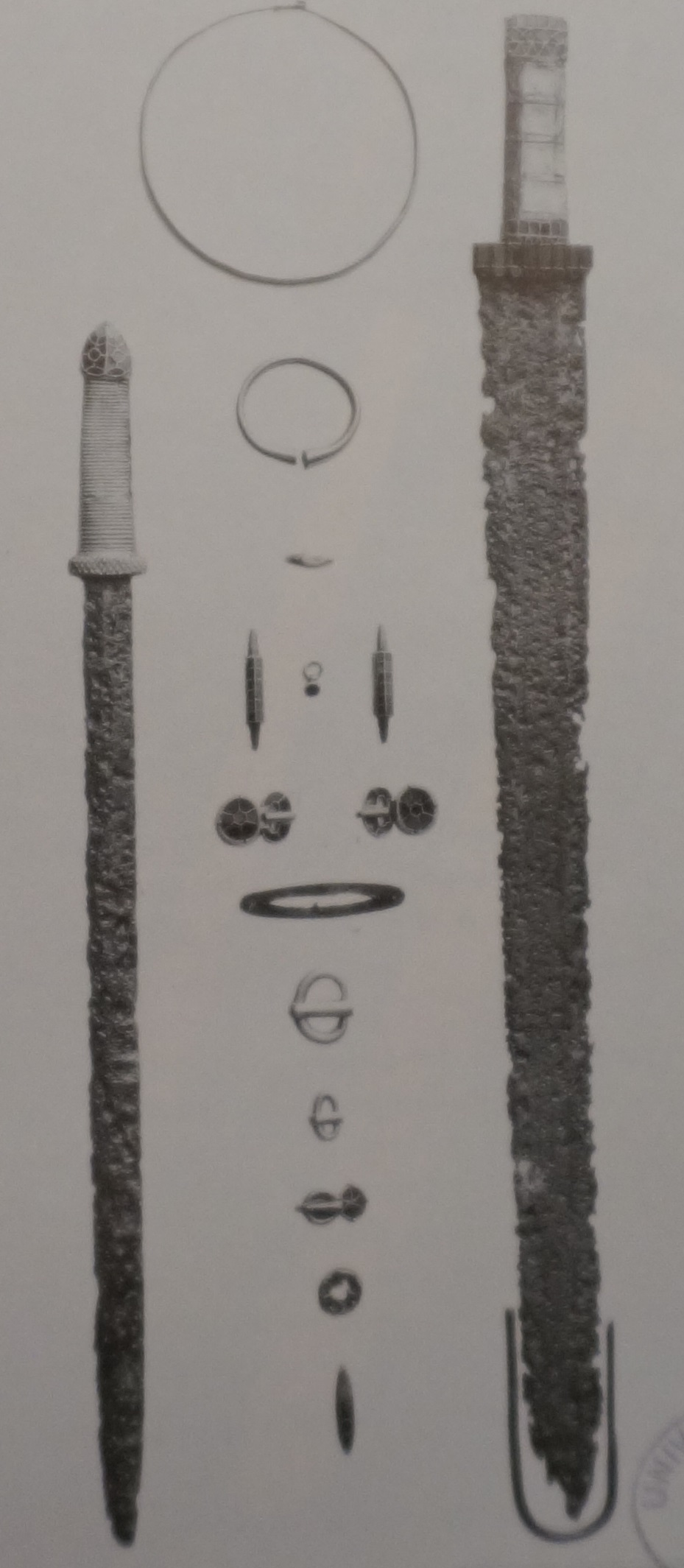
A pouani lelet egyes darabjai 19. századi felvételen

A franciaországi Pouan-les-Vallées közelében 1842-ben találtak egy fejedelmi sírleletet, amit eleinte I. Theuderich nyugati gót király sírjának tekintettek, de a 20. század végére inkább Attila hun király egyik szövetségesének, valószínűleg Laudarik keleti germán királynak tulajdonítanak. Theuderich ugyanis már keresztény volt, és holttestét minden bizonnyal hazaszállították székvárosába Tolosába, és ott temették el.
Az egykorú Gall Krónika a közelben lezajlott catalaunumi csata két neves áldozatáról emlékezett meg: Theuderich vizigót királyról és Laudarikról, akit Attila vérrokonának nevezett. A temetkezési hely a csata feltételezett hun arcvonala mögött mintegy 20-25 kilométerre található.

## Leírása
A lelet tartalmazza egy előkelő férfi ruházatának és ékszereinek, fegyvereinek maradványait. Szerepel abban nyakperec (torques), karperec, a ruházat és a fegyverzet különböző részeihez tartozó arany csatok. A fegyverek közül a legfontosabb az aranylemezzel borított markolatú, gránátberakással is díszített kétélű kard, de találtak még ékköves rövid tőrkardot is. A lelet része egy feliratos, de pecsételésre alkalmatlan aranygyűrű is. A leletegyüttes párhuzamait többfelé megtalálták a Kárpát-medencében illetve Kelet-Európának a korban hun befolyás alatt álló területein, viszont a korabeli Galliának megfelelő területeken még soha nem került elő hasonló lelet.

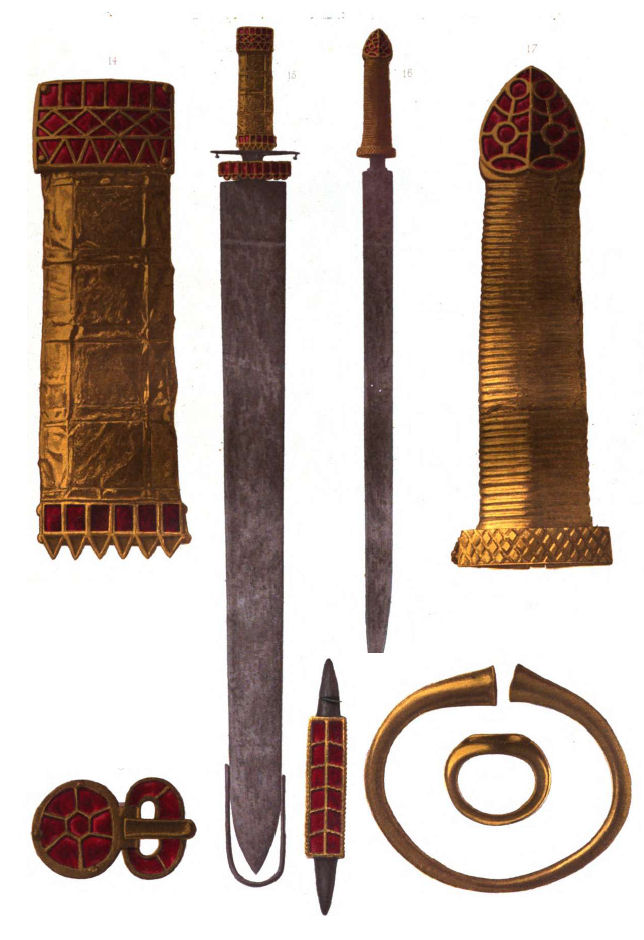
A leletek egy részének rekonstrukciós rajza